# جوناثان بيرسون
جوناثان بيرسون (بالألمانية: Jonathan Persson)‏ هو لاعب كرة الريشة ألماني، ولد في 13 نوفمبر 1994.

## وصلات خارجية
- جوناثان بيرسون على موقع BWF.tournamentsoftware.com (الإنجليزية)
- جوناثان بيرسون على موقع BWFbadminton.com (الإنجليزية)